# Lingua moabita
La lingua moabita, estinta ormai da secoli, appartiene al gruppo delle lingue cananaiche (famiglia linguistica afro-asiatica), parlato dai Moabiti, stanziati lungo le rive orientali del Mar Morto, più precisamente nell'altopiano di Kerak (oggi nella Giordania centro-occidentale), nel primo millennio a.C.
Veniva scritto utilizzando una variante dell'alfabeto fenicio.
La maggior parte delle attuali conoscenze sulla lingua derivano dalla Stele di Mesha, che è il solo testo di una certa lunghezza conosciuto, in moabita. In aggiunta vi sono tre linee dell'Iscrizione di El-Kerak ed alcuni sigilli.
Alcune delle caratteristiche principali che differenziano il moabita da altre lingue cananaiche come l'ebraico sono: il plurale in -în anziché in -îm (ad es. mlkn "i re" mentre in ebraico biblico məlākîm), come l'aramaico e l'arabo; per il femminile, la finale -at mentre l'ebraico biblico ha -āh (es. qryt "città", ebraico biblico qiryāh).